# Klavierkonzert g-Moll (Dussek)
Das Klavierkonzert für Klavier und Orchester in g-Moll op. 49/50 ist das 10. Klavierkonzert des böhmischen Komponisten Jan Ladislav Dussek. Es ist das einzige Klavierkonzert Dusseks in einer Moll-Tonart und gilt, obgleich es heute praktisch unbekannt ist, als einer der wichtigsten Beiträge zur Gattung im Übergang von der musikalischen Klassik zur Romantik. Seine Bedeutung wird von vielen mit den Klavierkonzerten Beethovens verglichen.

## Geschichtliches
Dussek begann mit der Komposition des Konzertes wahrscheinlich um 1799, als er London verließ, und vollendete es spätestens 1801 in Deutschland. 1801 erschien das Werk erstmals in Paris bei Érard, 1803 erstmals in London bei Clementi & Co als op. 49, kurz darauf, in revidierter Form, in Leipzig bei Breitkopf & Härtel als op. 50. 1794 hatte bereits ein alter Bekannter und Kollege aus London, der Komponist und Geiger Giovanni Battista Viotti, ein Klavierkonzert in g-Moll komponiert; 1801 war erstmals das c-Moll-Konzert KV 491 von Wolfgang Amadeus Mozart bei André im Verlagskatalog erschienen. Möglicherweise waren diese beiden Kompositionen Motivation genug, sich selbst einmal an und in einer Moll-Tonart zu versuchen. Auch konnte er in diesem Werk die schweren Ereignisse zu jener Zeit musikalisch verarbeiten: die Trennung seiner Familie und die Flucht vor der Justiz aus London.

## Zur Musik
Die Sätze des Konzerts lauten:
1. Allegro con fuoco ed anima; g-Moll, 3/4
2. Adagio; Es-Dur, 2/4
3. Rondo: Allegro non troppo; g-Moll, 2/4

### 1. Allegro con fuoco ed anima
Der erste Satz ist ein ausgedehnter (626 Takte), im Ausdruck und der Melancholie extrem tief dringender (der Gattung entsprechender) Satz in Sonatenhauptsatzform. Wahrlich „symphonisch“ mutet die Einleitung des Orchesters an: 113 Takte lang werden die Themen der Exposition vorgestellt, bis in Takt 114 das Klavier mit einem wild-virtuosen, leidenschaftlichen Solo (14 Takte) einsetzt, um sich danach zusammen mit dem Orchester wieder einer ruhigen Melancholie hinzugeben, die sich im Laufe des Werkes bis zu einem „Scheinhöhepunkt“ in Takt 431 und einem kurzen Abbau bis zum Ende hin in düsteren, wilden Ausdruck verarbeitet.

### 2. Adagio
Der zweite Satz ist ein verliebt-verträumter Satz in Es-Dur in dreiteiliger Liedform. Mit Ausnahme der 17 Einleitungstakte und einiger überleitenden Passagen dominiert das Klavier den gesamten Satz, wobei es sich, vom Orchester höchstens leise untermalt, komplett der Empfindung und dem „Spielen“ hingeben kann. Im Mittelteil erreicht der Ausdruck seinen Höhepunkt im Ausbruch wilder Leidenschaft, um leise wieder, diesmal ohne Voranstellung des Orchesters, das erste Thema wieder aufzugreifen und im pianissimo unter leiser Begleitung im Raum schwebender Pizzicato-Klänge der Streicher zu enden.

### 3. Rondo: Allegro non troppo
Ein trotzig anmutender, volksliedhafter Gestus durchzieht den dritten Satz fast komplett. Mit einem 4-taktigen Solo, in dem das Klavier bereits den gesamten expressiven, dennoch aufgeregt tänzelnden Gestus des gesamten Satzes vorzustellen scheint, beginnt der Satz, anfangs lediglich von Pizzicatos der Streicher begleitet, ehe diese in etwas entspannter wirkendem pianissimo das Thema aufgreifen und weiterführen. Das Klavier scheint in den ersten 30 Takten mit dem Hauptgedanken und leichten Abwandlungen zu „spielen“, lässt das Orchester nicht zum Zug kommen; nach einem virtuosen Solo greift das Orchester abermals den musikalischen Hauptgedanken auf und schafft es diesmal, diesen auch länger zu behalten und zu verarbeiten, während das Klavier in Sechzehntel-Passagen wild mitzulaufen scheint. Das Stück endet schließlich, in wildem fortissimo und extrem gesteigerter Leidenschaft, in einem Akkord des Orchesters.
Was das Werk so vorausweisend macht, sind neben der großartigen Formarbeit, die ausdrucksstarke In-sich-Geschlossenheit und leidenschaftlichen Pathos schafft, vor allem zwei tiefgreifende Neuerungen in der Gattung Solokonzert: Die erste ist der Verzicht auf Kadenzen (erst Beethovens Klavierkonzert Es-Dur op. 73 verzichtet knapp sieben Jahre später darauf), die zweite, dass das Werk endet, wie es begonnen hat: in melancholischem, leidenschaftlichem g-Moll. Damit ist die Tradition, ein Werk, wenn es überhaupt erst in einer Molltonart geschrieben wird, in Dur enden zu lassen (so hat es auch Mozart in seinem c-Moll-Konzert getan), hier scheinbar endgültig gebrochen.
Das Konzert ist heute völlig zu Unrecht vergessen und bedarf unbedingt einer Wiederentdeckung durch eine breitere Masse. Doch so, wie sich die Popularität des Komponisten erst langsam, wenn überhaupt, zu steigern scheint, wird es wohl noch einige Zeit dauern, bis der Wert dieses bedeutenden Konzerts entsprechend gewürdigt wird.